# Andrzej Kotala
Andrzej Jerzy Kotala (ur. 9 listopada 1962 w Chorzowie) – polski samorządowiec i przedsiębiorca, w latach 2010–2024 prezydent Chorzowa.

## Życiorys
Syn Eugeniusza i Anieli. Ukończył studia na Politechnice Śląskiej ze specjalnością w zakresie maszyn i urządzeń górniczych i wiertniczych. Na początku lat 90. zajął się prowadzeniem własnej działalności gospodarczej, w 1992 został prezesem zarządu spółki prawa handlowego. Od 2008 do 2010 pełnił stanowisko prezesa Wojewódzkiego Parku Kultury i Wypoczynku.
W latach 1997–1998 był działaczem Ruchu Stu, a od 1998 Akcji Wyborczej Solidarność. W 2002 wstąpił do Platformy Obywatelskiej, kilka lat później został jej przewodniczącym w Chorzowie. Również w 2002 po raz pierwszy uzyskał mandat radnego miasta. W wyborach w 2006 bez powodzenia ubiegał się o prezydenturę Chorzowa, ponownie będąc wybranym do rady miasta. Ponownie wystartował na prezydenta miasta w wyborach samorządowych w 2010. W drugiej turze pokonał ubiegającego się o reelekcję Marka Kopla, uzyskując 50,59% głosów. W 2014 i 2018 był wybierany na kolejne kadencje w pierwszej turze głosowania. Wszedł w skład rad nadzorczych spółek samorządowych Wrocławskie Mieszkania we Wrocławiu oraz Regionalne Centrum Gospodarki Wodno-Ściekowej w Tychach. W 2024 nie uzyskał reelekcji, przegrywając w pierwszej turze z Szymonem Michałkiem; został natomiast wybrany na radnego Chorzowa.
25 czerwca 2025 roku został zatrzymany przez CBŚP w w sprawie niegospodarności w Urzędzie Miejskim w latach 2010–2024, kiedy to zarządzał miastem. Zatrzymanie ma związek między innymi pożyczką, udzieloną klubowi piłkarskiemu Ruch Chorzów. Łączne straty zostały wycenione przez prokuraturę na ponad 20 mln złotych.

## Odznaczenia
W 2013 otrzymał Brązową Odznakę „Zasłużony dla Ochrony Przeciwpożarowej”.